# Дженифър Пробст
Дженифър Пробст (на английски: Jennifer Probst) е американска писателка на произведения в съвременен и еротичен любовен роман.

## Биография и творчество
Дженифър Пробст е родена на 24 юли 1969 г. в Бронкс, Ню Йорк, САЩ. Чете много и от 12-годишна сама опитва да пише. Получава бакалавърска степен по бизнес. След дипломирането си работи като туристически агент, учител по йога и застраховател. След раждането на втория си син решава да преследва мечтата си да пише. Става член на Асоциацията на писателите на любовни романи. Получава магистърска степен по английска филология. Работи за „Mercy College“.
Първият ѝ роман „Heart of Steel“ е издаден през 2004 г. Успехът ѝ идва през 2102 г. с романа „The Marriage Bargain“ (Брачна сделка) от поредицата „Брак с милиардер“. Книгата става бестселър и тя се посвещава на писателската си кариера.
Дженифър Пробст живее със семейството си в долината Хъдсън в щата Ню Йорк.

## Произведения

### Самостоятелни романи
- Heart of Steel (2004)
- The Tantric Principle (2011)
- Sex, Lies and Contracts (2012)
- The Holiday Hoax (2012)
- All the Way (2013)
- Executive Seduction (2013)
- The Charm of You (2018)

### Серия „Брак с милиардер“ (Marriage to a Billionaire)
1. The Marriage Bargain (2012)
2. The Marriage Trap (2012)
3. The Marriage Mistake (2012)
4. The Marriage Merger (2013)

- The Book of Spells (2013)
- The Marriage Arrangement (2018)

### Серия „Братя Стийл“ (Steele Brothers)
1. Catch Me (2012)
2. Play Me (2012)
3. Dare Me (2012)
4. Beg Me (2015)
5. Reveal Me (2017)

### Серия „Вечно търсене“ (Searching for Always)
1. Searching for Someday (2013)
2. Searching for Perfect (2014)
3. Searching for Beautiful (2015)
4. Searching for Always (2015)
5. Searching for Disaster (2016)

### Серия „Строители милиардери“ (Billionaire Builders)
1. Everywhere and Every Way (2016)
2. Any Time, Any Place (2017)
3. All or Nothing at All (2017)

- Somehow, Some Way (2017)

### Серия „Пауза“ (Stay)
1. The Start of Something Good (2018)
2. A Brand New Ending (2018)

- Something Just Like This (2019)

### Участие в общи серии с други писатели

#### Серия „Бурята се надига“ (Rising Storm)
4. Dance in the Wind (2015)
от серията има още 7 романа от различни автори

#### Серия „Жега в Хамптън“ (Hot in the Hamptons)
3. Summer Sins (2015)
от серията има още 2 романа от различни автори

#### Серия „Старлайт Бенд“ (Starlight Bend)
- The Grinch of Starlight Bend (2017)

### Документалистика
- Write Naked (2017)

### Екранизации
- 2014 Marriage to a Billionaire